# Wachendorfia
Wachendorfia là một chi thực vật có hoa trong họ Haemodoraceae.
Chi này chứa các loài cây lâu năm với giả thân hành, đặc hữu tỉnh Cape ở Nam Phi. Nó được mô tả lần đầu tiên năm 1757. Chi được đặt tên như vậy để vinh danh người Hà Lan là Evert Jacob van Wachendorff (1703-1758), giáo sư thực vật học và hóa học tại Utrecht.

## Lịch sử phân loại
Mô tả sớm nhất về Wachendorfia là của Plukenet năm 1700 và ông đặt tên cho các mẫu vật thu được từ vùng Cape là Erythrobulbus. Các mô tả này có lẽ dựa vào mẫu vật do Oldenland thu thập. Năm 1739 Breyne minh họa và mô tả những gì rõ ràng là Wachendorfia dưới tên gọi Asphodelus. Hendrik Oldenland, người quản lý Vườn công ty Simon van der Stel tại Cape Town giai đoạn 1691-1699, đã thực hiện một số thu thập sớm nhất tại khu vực ven Cape Town. Tuy nhiên, bộ sưu tập mẫu vật và ghi chép này đã bị bỏ qua trong nhiều năm cho tới khi Johannes Burman công bố mô tả hậu Linnaeus đầu tiên về Wachendorfia trong chuyên khảo của ông về chi này. Khi đó ông mô tả rất chính xác hai loài là Wachendorfia thyrsiflora và Wachendorfia paniculata. Năm 1758 Loefling vô tình dùng tên gọi Wachendorfia cho những gì mà hiện nay được coi là Callisia (Commelinaceae).

## Các loài[3]
1. Wachendorfia brachyandra W.F.Barker, 1949
2. Wachendorfia multiflora (Klatt) J.C.Manning & Goldblatt, 2000
3. Wachendorfia paniculata Burm., 1757
4. Wachendorfia thyrsiflora Burm., 1757

## Thư viện ảnh

W. brachyandraW. brachyandra
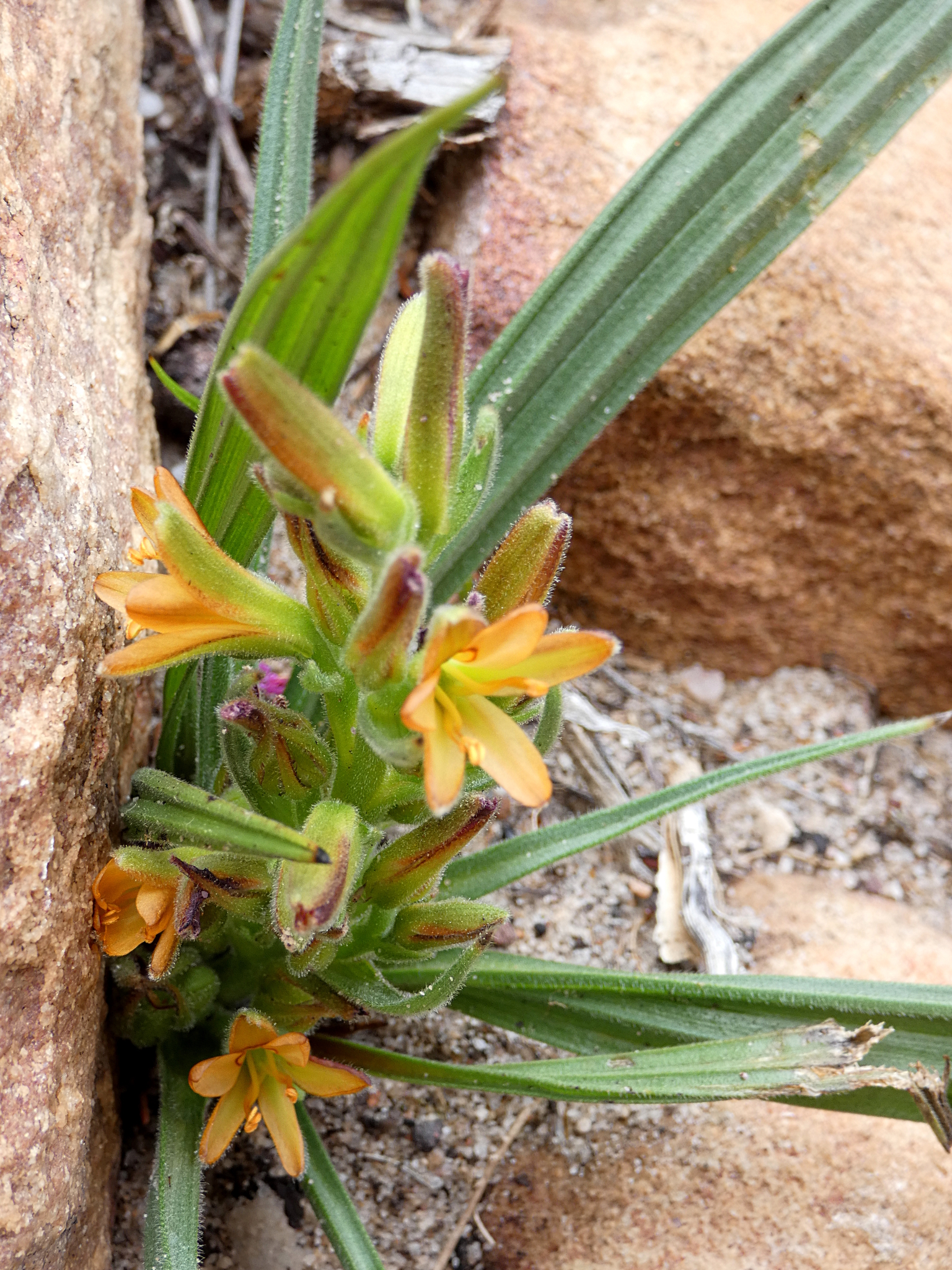
W. multiflora
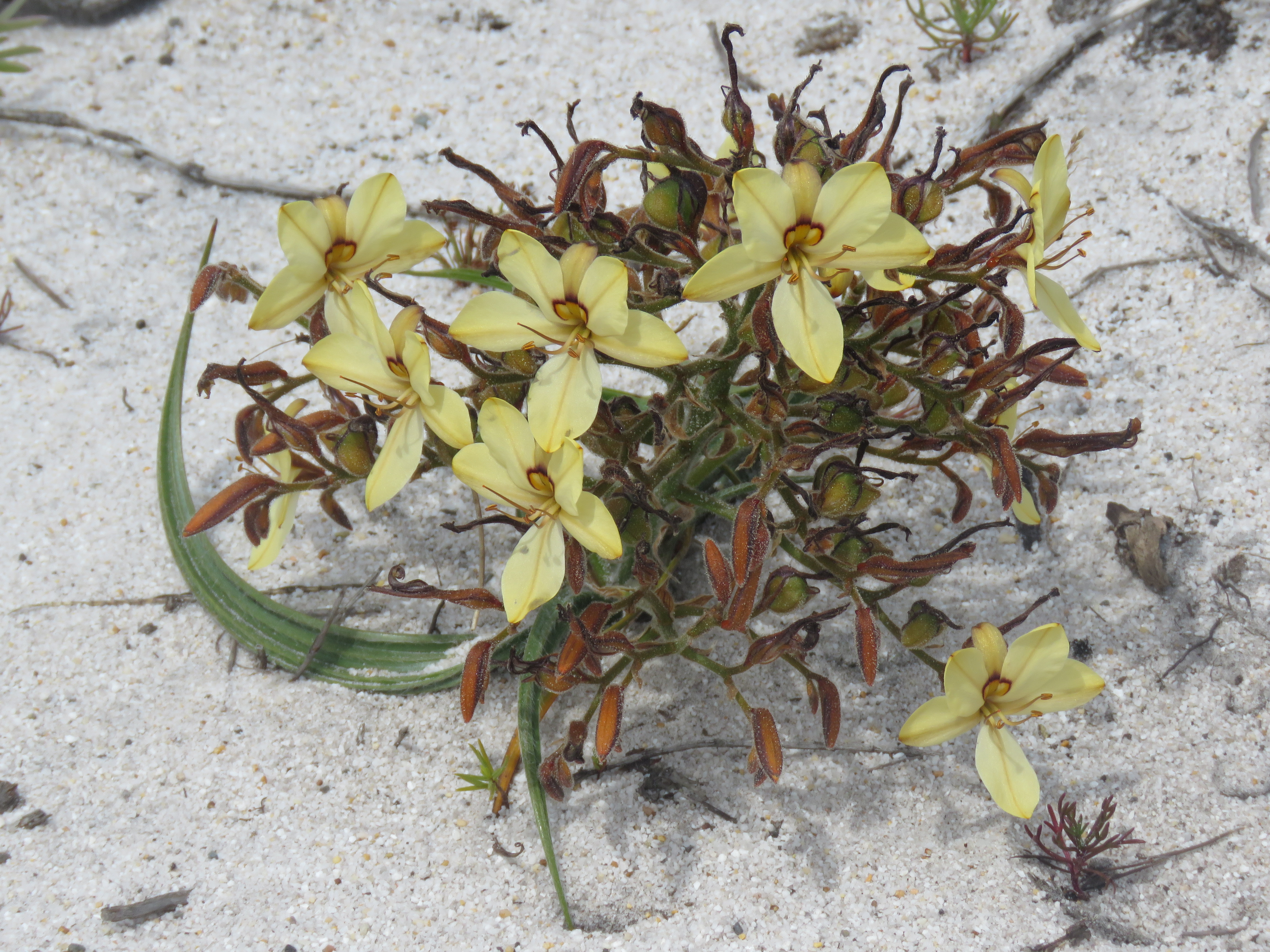
W. paniculata
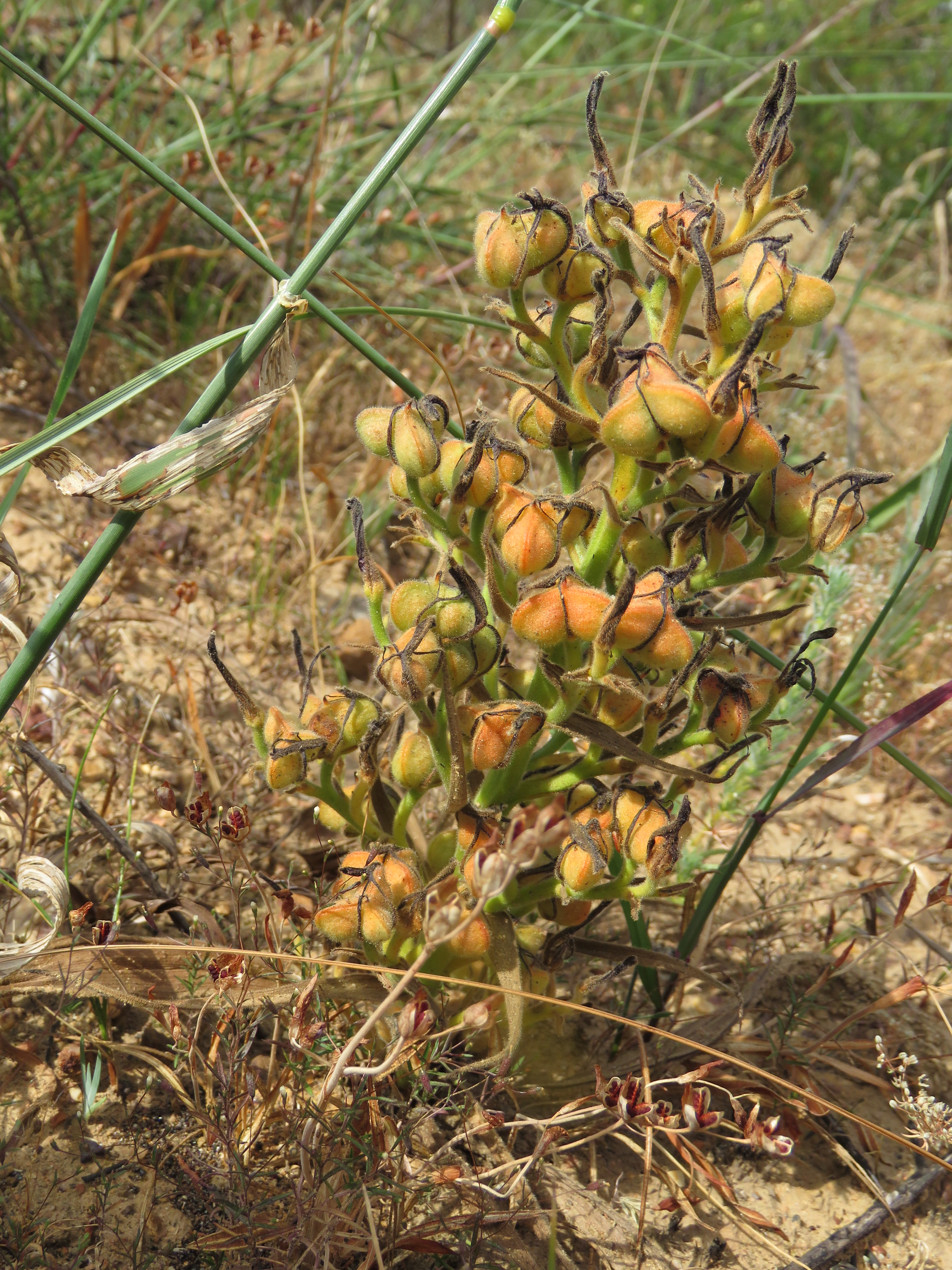
W. paniculata, đậu quả
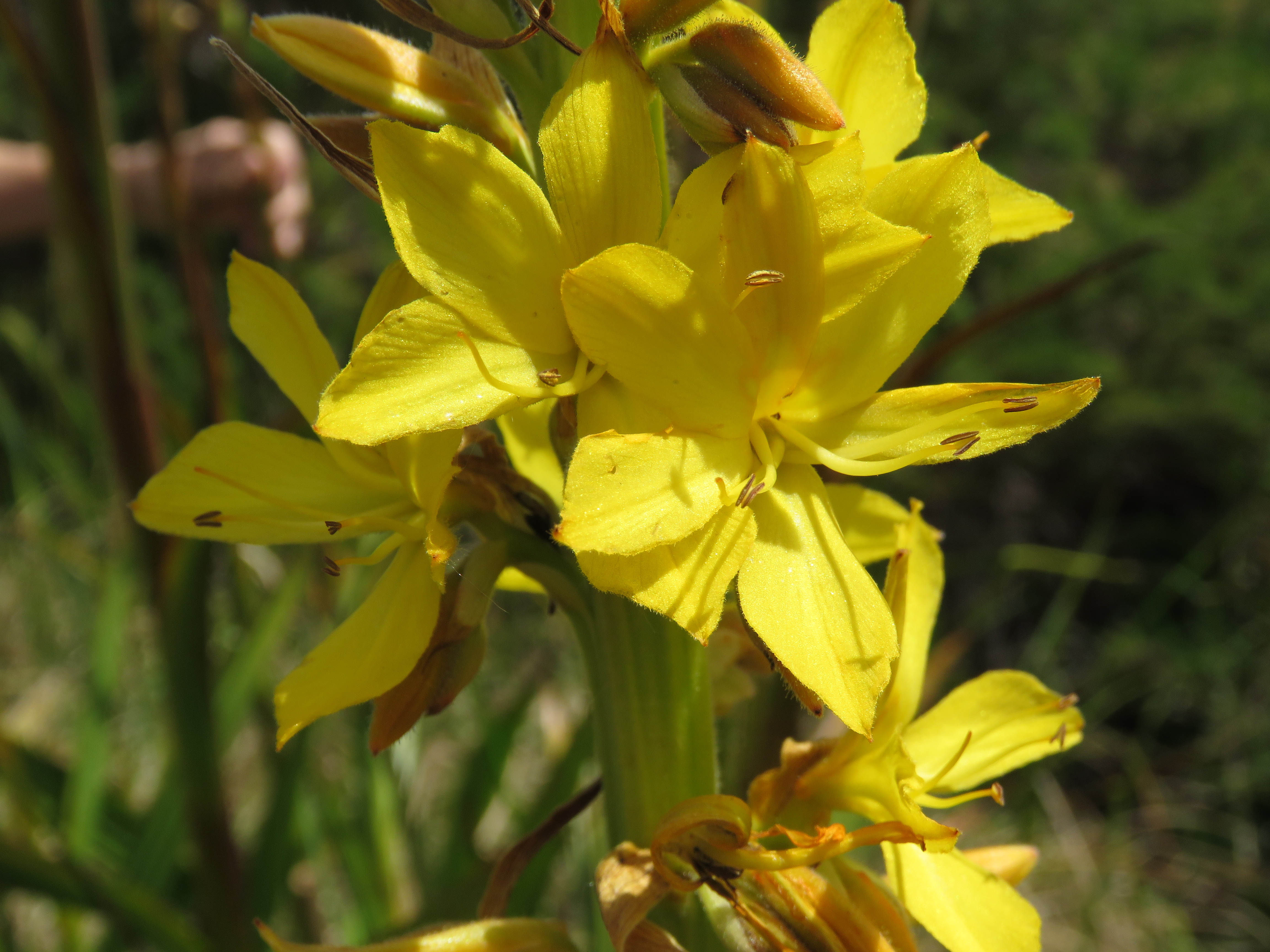
W. thyrsiflora, hoa
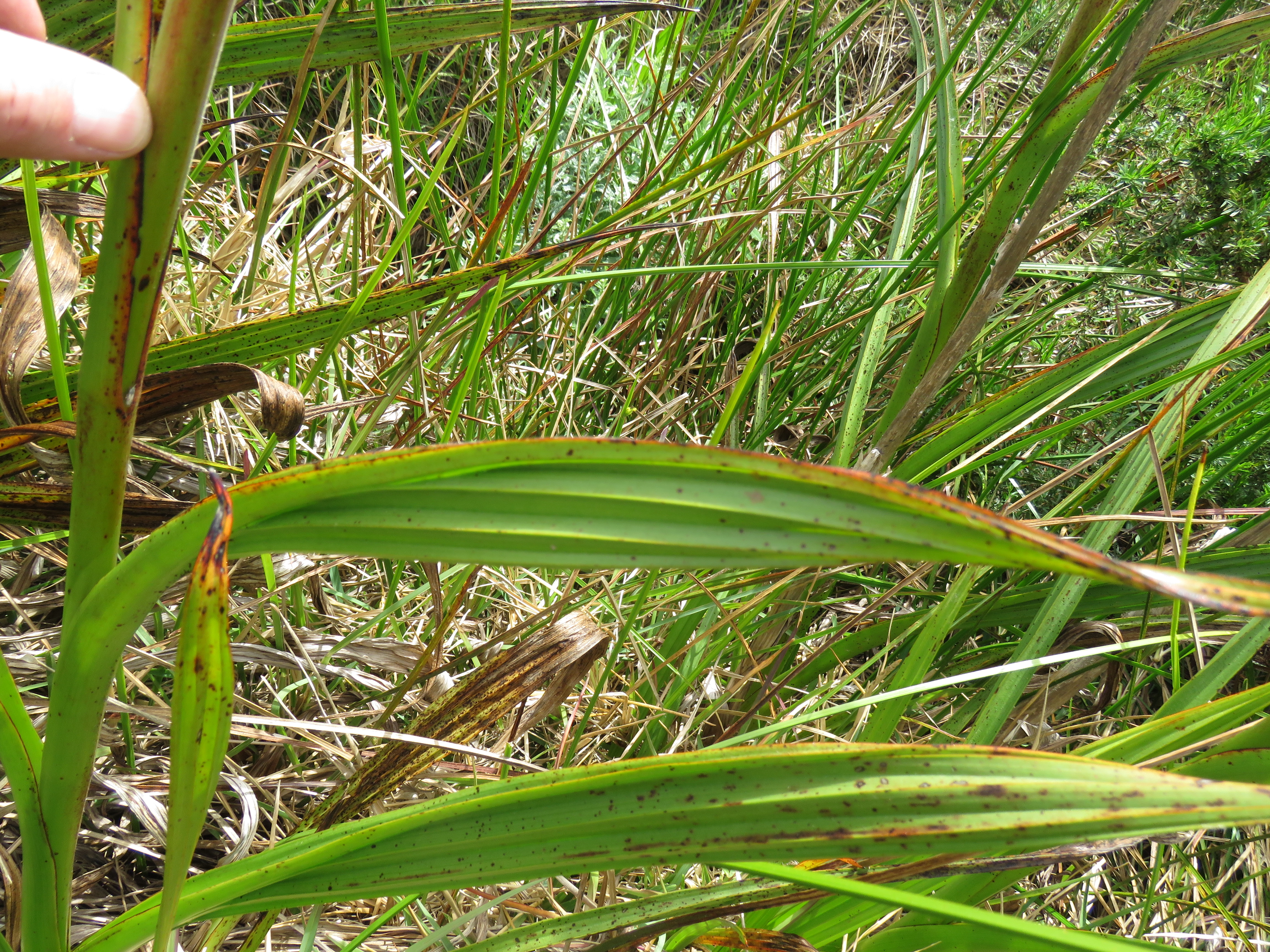
những chiếc lá xếp li trên thân của W. thyrsiflora
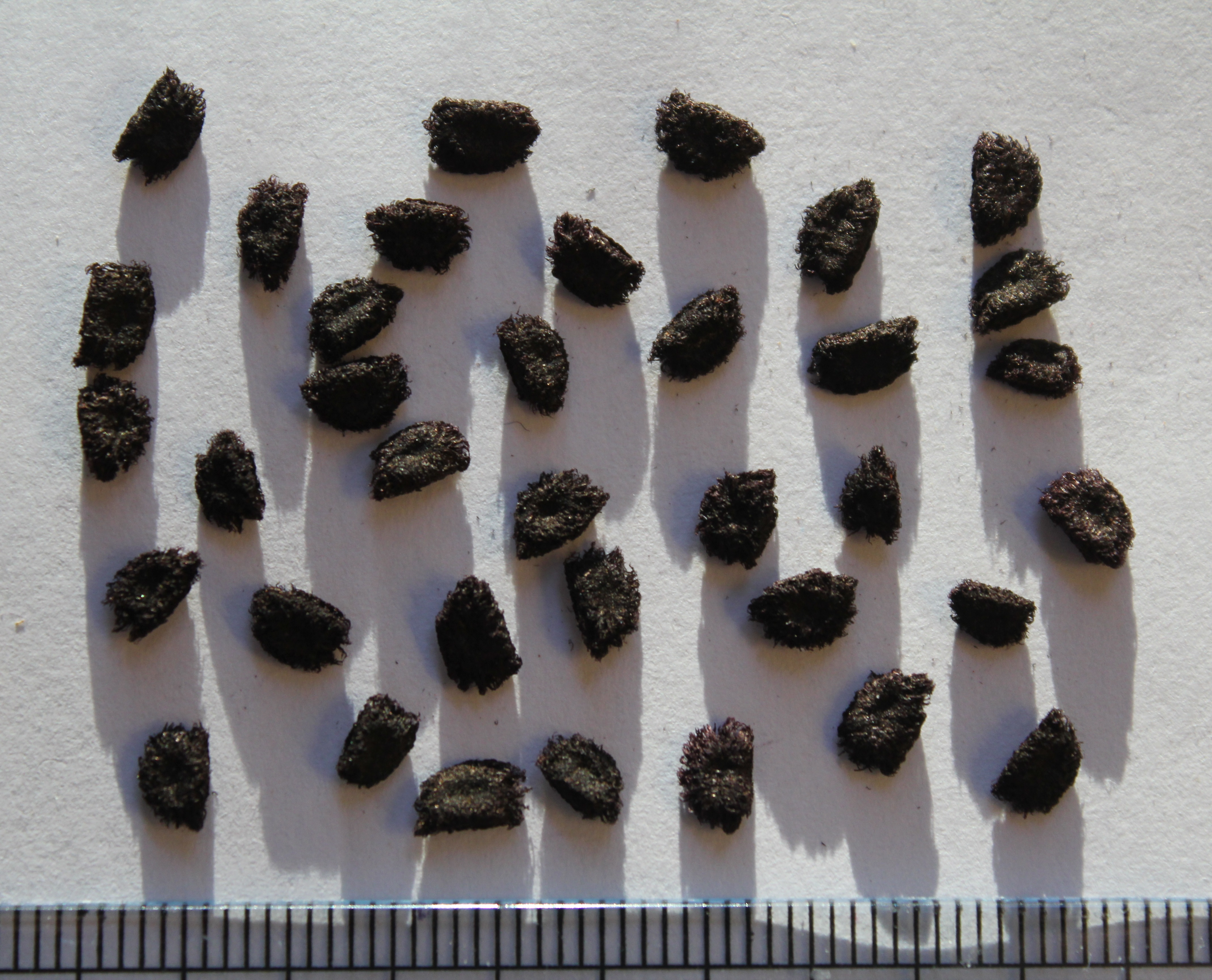
hạt của W. thyrsiflora